# أكسيوس (قشريات)
أكسيوس (الاسم العلمي: Axius)، جنس من جراد البحر الطيني يشتمل على الأنواع التالية
- Axius armatus  S. I. Smith, 1881
- †Axius hofstedtae  Hyžný, Jakobsen & Fraaije, 2017
- †Axius lineadactylus  (Fraaije, Van Bakel, Jagt & Mollen, 2011)
- †Axius reticulatus  Rathbun, 1918
- Axius serratus  Stimpson, 1852
- Axius stirynchus  Leach, 1815
- †Axius texensis  (Franţescu, 2014)